# Abdallah II. ibn Thunayyan
Abdallah bin Thunayyan bin Ibrahim bin Thunayyan Al Saud (arabisch عبد الله بن ثنيان بن إبراهيم آل سعود, DMG ʿAbd Allāh b. Ṯunaiyān b. Ibrāhīm b. Ṯunaiyān Āl Saʿūd; † 1843) war von 1841 bis 1843 ein Imam der Wahhabiten.

## Leben
Er stammt aus dem Thunayyan-Zweig der Saudi-Dynastie. Abdallah war ein Urenkel von Thunayyan bin Saud, einem Bruder von Muhammad bin Saud, dem Gründer der Saudi-Dynastie.
Abdallah II. gehörte zu den Angehörigen des Saud-Clans, die nach 1818 in Kairo exiliert wurden. Nachdem sich die ägyptischen Truppen 1841 endgültig aus Arabien zurückziehen mussten, unterstützten sie noch Abdallah II., um Chalid ibn Saud zu stürzen. Obwohl Chalid mit ägyptischen Truppen an die Macht gekommen war, glaubte Muhammad Ali Pascha mit Abdallah II. den Einfluss Ägyptens in Arabien besser sichern zu können.
Abdallah II. versuchte mit einer Gewaltherrschaft die Stämme des Nadschd wieder zu unterwerfen und seine Herrschaft zu festigen. Allerdings gelang 1843 Faisal ibn Turki Al Saud die Flucht aus Kairo. Mit seiner Rückkehr fielen die Stämme wieder von Abdallah II. ab, und Faisal I. gelang die Eroberung von Riad. Abdallah II. starb bald darauf im Gefängnis.

## Nachkommen
- Muhammad
- eine unbekannte Tochter
- Ibrahim[1]